# Roman Jaremtschuk
Roman Olehowytsch Jaremtschuk (ukrainisch Роман Олегович Яремчук, englisch Roman Olehovych Yaremchuk, * 27. November 1995 in Lwiw) ist ein ukrainischer Fußballspieler. Seit Ende August 2024 steht er in Griechenland bei Olympiakos Piräus unter Vertrag.

## Karriere
Jaremtschuk begann seine Karriere bei Dynamo Kiew, wo er im Juli 2013 für die Zweitligamannschaft debütierte. Seit 2015 spielte er in der Erstligamannschaft.
Von Juli bis zum Jahresende 2016 wurde er zu FK Oleksandrija ausgeliehen. Dieser Verein spielt ebenfalls in der Premjer-Liha, der obersten ukrainischen Liga. Zur Saison 2017/18 wechselte er zum belgischen Erstdivisionär KAA Gent und erhielt dort einen Vertrag über vier Jahre. Im Oktober 2019 wurde dieser Vertrag bis Sommer 2023 verlängert.
In der Saison 2020/21 bestritt Jaremtschuk 34 von 40 möglichen Ligaspielen für Gent, in denen er 20 Tore schoss, sowie zwei Pokal- und sieben Europapokal-Spiele, einschließlich Qualifikation mit jeweils einem Tor.
Zur Saison 2021/22 unterschrieb Jaremtschuk einen 5-Jahres-Vertrag beim portugiesischen Fußballverein Benfica Lissabon. Jaremtschuk bestritt insgesamt 25 von 37 möglichen Ligaspielen für Lissabon, in denen sechs Tore schoss, 16 Spiele im Europapokal mit drei Toren, 2 Pokalspiele und vier Spiele im Ligapokal.
Ende August 2022 wechselte er zurück nach Belgien zum FC Brügge und unterschrieb dort einen Vertrag bis Sommer 2026. In seiner ersten Saison bestritt er 23 von 34 möglichen Ligaspielen für den FC Brügge, in denen er zwei Tore schoss, sowie vier Spiele in der Champions League. In der neuen Saison wurde er bei drei von vier möglichen Ligaspielen sowie zwei Qualifikationsspielen zur Conference League eingesetzt. Anfang September 2023 wurde er für den Rest der Saison nach Spanien an den FC Valencia ausgeliehen.
Im Sommer 2024 schloss sich Jaremtschuk dem griechischen Erstligisten Olympiakos Piräus an.

## Nationalmannschaft
Jaremtschuk durchlief die Jugendnationalmannschaften von der U16 bis zur U21. Mit der U19 nahm er 2014 an der U 19-Europameisterschaft teil und spielte dort in zwei von drei Gruppenspielen. Als Dritter der Gruppe schied die Ukraine dort nach den Gruppenspielen aus. Im Folgejahr spielte er mit der U20 bei U 20-Weltmeisterschaft in allen vier Spielen mit. Hier schied die Ukraine im Achtelfinale gegen den Senegal aus.
Sein erstes Länderspiel für die ukrainische A-Nationalmannschaft hatte er am 6. September 2018 im Rahmen der UEFA Nations League gegen Tschechien.
Bei der infolge der COVID-19-Pandemie erst 2021 ausgetragenen Europameisterschaft 2020 stand er im Aufgebot der Ukraine und spielte in allen drei Gruppenspielen, dem Achtelfinale und dem Viertelfinale, wo die Ukraine gegen England ausschied.